# 香取市立香取小学校
香取市立香取小学校（かとりしりつ かとりしょうがっこう）は、千葉県香取市香取字王子台にある市立小学校。

## 概要
香取市の香取、丁子（ようろご）、多田、吉原、新市場（にいちば）、釜塚、新部（にっぺ）の旧香取町北部を学区とする。
香取神宮近くの王子台にあり、校舎正門から香取神宮方面への坂道をあすなろ坂と呼んでいる。また、校庭から隣接した林の中にかけて木製の遊具が充実している。
昭和初期にアメリカから贈られた「青い目の人形」が残っている。
校歌の出だしは香取神宮のある「亀甲山」。
創立記念日は8月11日、夏休み中であるが登校日となる。

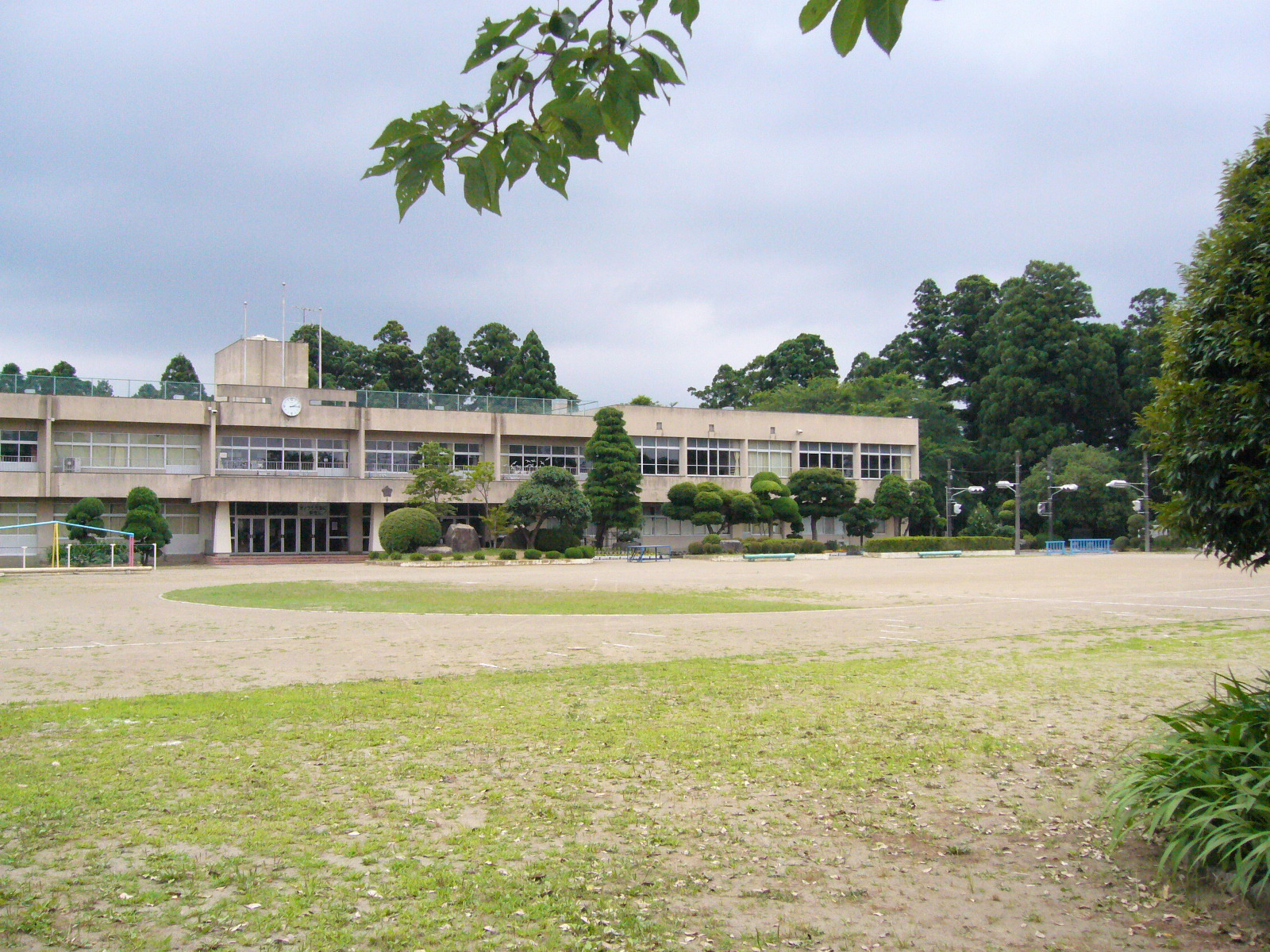
校舎と校庭

## 沿革
- 1875年（明治8年）4月 - 宮中の大禰宜家に香取学舎として開校。
- 1878年（明治11年） - 香取字原町に校舎を建てる。
- 1887年（明治20年） - 校舎が狭くなり、香取神宮尚古館に移転。
- 1889年（明治22年）8月11日 - 多田にあった山田小学校とその分教場の新市場分教場を合併し新福寺に移転、香取尋常小学校とし、山田小学校下小野分教場は香取尋常小学校の下小野分教場となる。
- 1893年（明治26年） - 現在の王子台に校舎を新築移転。
- 1941年（昭和16年） - 学校令の改正により香取町国民学校に改称。
- 1947年（昭和22年） - 6･3制の実施により香取小学校と改称。